# جادوی ۲۴ قیراطی
«جادوی ۲۴ قیراطی» (به انگلیسی: 24K Magic) تک‌آهنگی از هنرمند اهل ایالات متحده آمریکا برونو مارس است که در سال ۲۰۱۶ میلادی منتشر شد. این ترانه در آلبومی به همین نام قرار دارد که آلبوم هنوز منتشر نشده‌است.